# Juan Eduardo Saldivia
Juan Eduardo Saldivia Medina (11 de julio de 1963) es un abogado, académico, dirigente gremial y político democratacristiano chileno, estrecho colaborador de los presidentes Eduardo Frei Ruiz-Tagle, Ricardo Lagos y Michelle Bachelet.

## Datos biográficos
En 1982 se incorporó a la DC chilena. Su padre, Sergio Saldivia Grove, fue subsecretario de Transportes del presidente Eduardo Frei Montalva, durante 1964 y 1970.
Estudió derecho en la Universidad de Chile, titulándose en 1988.
Durante ese mismo año trabajó como procurador en el Banco de Chile, desde donde pasó a ocupar la fiscalía del Banco de Santiago, entidad en la que permaneció hasta el año 1996.
A fines de septiembre de ese ejercicio, después de algunos tímidos contactos con el Estado, fue designado superintendente de Servicios Sanitarios por el presidente Frei Ruiz-Tagle, en reemplazo del ingeniero Eugenio Celedón. Fue ratificado en el cargo por Ricardo Lagos en 2000.
Al mando de esa entidad le tocó enfrentar la mayor transformación de los últimos años en el mercado sanitario local, al modificarse el marco jurídico aplicable (1998), lo que permitió el ingreso de capitales privados a las empresas.
En 2006, cuando se aprestaba a marchar de vuelta al sector privado, fue nombrado subsecretario de Obras Públicas por la nueva gobernante chilena, Michelle Bachelet. Abandonó el cargo en 2010.
En agosto de 2014 fue elegido presidente de la asociación que agrupa a los concesionarios de infraestructura de su país.
Ha sido profesor de las facultades de derecho de la Universidad de Chile y la Universidad Andrés Bello.